# Тисячоденна війна
Тисячоденна війна (ісп. Guerra de los Mil Días) — громадянська війна в Республіці Колумбія, що тривала з 17 жовтня 1899 року до 21 листопада 1902 року. Внаслідок конфлікту між прихильниками Колумбійської консервативної партії та Колумбійської ліберальної партії кількість загиблих склала близько 100 тисяч осіб. Результатом громадянської війни була перемога консерваторів і проголошення незалежності Панами.

## Передумови війни
Протягом XIX століття політичне становище в Колумбії було нестабільним. Підсумком громадянської війни 1860—1862 рр. стало прийняття нової конституції 1863 р., котра перетворила країну у федерацію під назвою Сполучені штати Колумбії. Штатам було надано широку автономію.
У 1886 році ця конституція було замінено новою, консервативнішою і більш централістською; штати були перетворені на департаменти, а країна отримала назву Республіка Колумбія. Однак, централізація країни лише погіршила політичну ситуацію, і багато департаментів стали виражати недовіру центральній владі. Крім того, невдала економічна політика консерваторів, випуск великої кількості паперових грошей погіршили економічне становище та викликали в країні високу інфляцію. Президент Мануель Антоніо Санклементе був занадто старим і хворим, щоб утримувати владу.

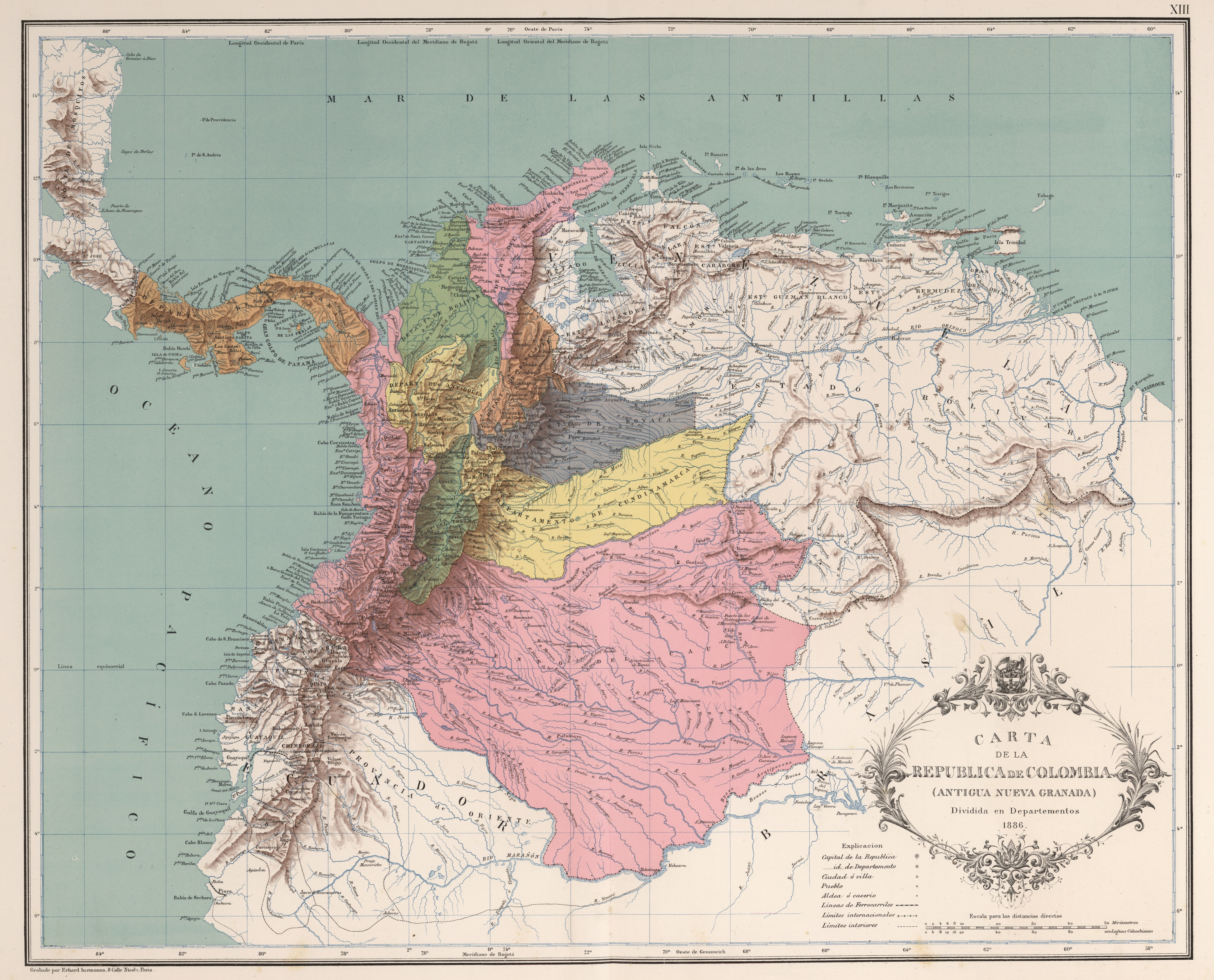
Департаменти Колумбії в 1890 р.

## Хід війни
Приводом до війни став конфлікт між консерваторами та опозиційними лібералами, котрі звинуватили правлячу партію у фальсифікації результатів виборів.
20 жовтня 1899 року ліберали почали повстання, центром котрого став департамент Сантандер; повстанці розраховували на прибуття підкріплення із Венесуели. Війська, котрі мали придушити повстання, не прибули до місця призначення, відмовившись отримувати зарплатню у «білетах», котрі влада використовувала через важку економічну стиуацію.
Консерватори змогли 24 жовтня завдати першої поразки лібералам у битві на ріці Магдалені, та їхнє становище все ще залишалося досить складним; серед консерваторів пройшов розкол на дві фракції, які називалися історична та національна.
15 грудня 1899 року ліберали під командуванням Рафаеля Урібе Урібе перемогли консерваторів у Пералонсо. Та в битві у Палонегро 11—26 травня 1900 року урядові війська (15 000 осіб під командуванням Просперо Пінсона) завдали сильної поразки лібералам (8000 осіб під командуванням Габриеля Варгаса Сантоса), після чого повсталі перейшли до партизанської війни у сільськогосподарських районах країни.
Після Палонегро ліберали розділились на фракції пацифистів та прихильників продовження війни; національна фракція консерваторів стала схилятися до припинення війни, котра тепер велась переважно у Панамі та на узбережжі Карибського моря.
31 липня 1900 року стався переворот, в результаті якого новим президентом країни замість Санклементе став генерал Хосе Мануель Маррокін; у відповідь на це ліберали висунули кандидатуру Габріеля Сантоса. Всупереч очікуванням деяких консерваторів, Маррокін відмовився починати переговори із повсталими.
1901 року ліберали під командуванням генерала Бенхаміна Еррера, завдали поразки консерваторам у битве біля Агуадульсе, (Панама), однак вплинути на загальний хід війни їм не вдалось.
29 липня консерватори позбавили лібералів венесуельської допомоги, після чого стало зрозуміло, що ліберали не зможуть виграти війну. 24 жовтня 1902 р. за підписом генерала Урібе Урібе було укладено Нідерландську угоду в садибі «Нідерланди» (звідки й походить її назва), яка поклала край громадянському конфлікту в Колумбії. Бої в Панамі ще продовжувались до листопада, аж поки в конфлікт не втрутились США, які направили військову ескадру для захисту своїх майбутніх інтересів у будівництві Панамського каналу; повстанці Б. Еррери змушені були скласти зброю.

## Підсумки війни

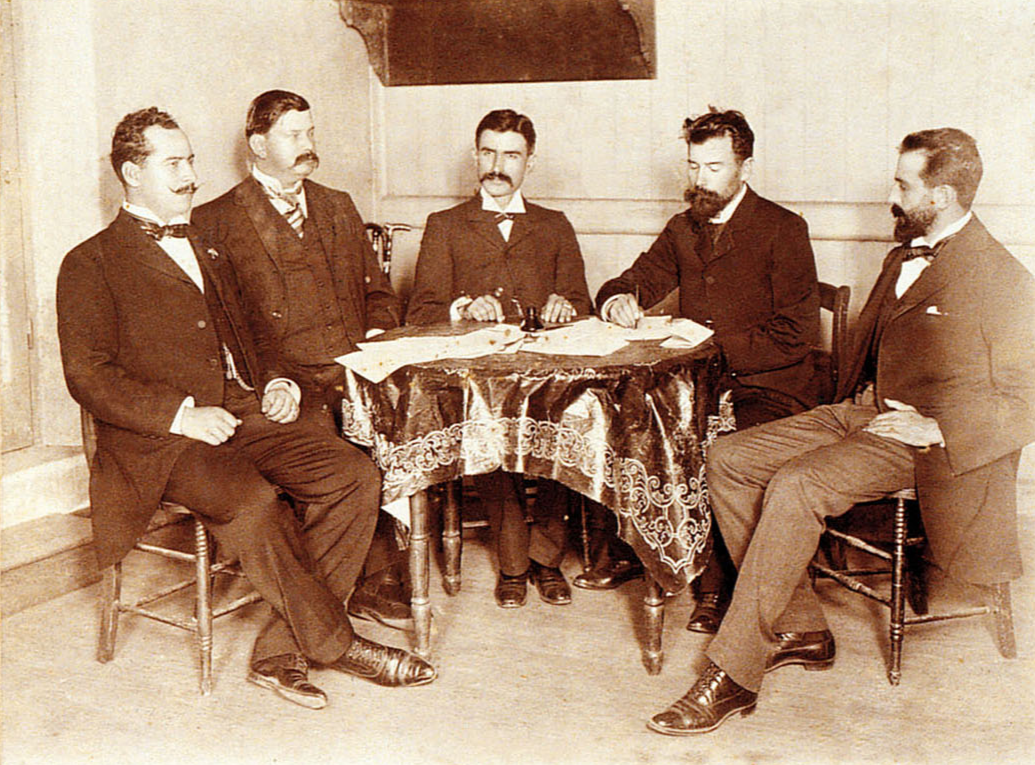
Підписання мирної угоди на борту «Вісконсина»

21 листопада 1902 року на борту американського лінкору «Вісконсин» було досягнуто остаточного перемир'я і підписано мирну угоду. Угоду уклали представники лібералів (генерал Лукас Кабальєро Баррера і полковник Еусебіо Моралес, від імені генерала Бенхаміна Еррери) і консерваторів (генерал Альфредо Васкес Кобо і генерал Віктор Салазар, губернатор департаменту Панами).
Тисячоденна війна стала однією із найжорстокіших і найкривавіших війн в історії Південної Америки. Загальна кількість загиблих складає 100—130 тисяч осіб, а економіка Колумбії зазнала величезних збитків.

## У літературі
Події Тисячоденної війни в Колумбії згадує у своїх творах Габріель Гарсіа Маркес:
- повість «Полковнику ніхто не пише» (1961) — опис збіднілого полковника у відставці, ветерана Тисячоденної війни, який був присутнім при підписанні Нідерландської угоди;
- роман «Сто років самотності» (1967) — опис одного з мешканців вигаданого колумбійського села, який був залучений до конфлікту між лібералами і консерваторами;
- повість «Записник з моїми сумними курвами» (2004) — згадка про батька головного героя твору, який помер у день підписання Нідерладської угоди.

Одного разу Габріель Гарсія Маркес зізнався: «Для мене війна в Колумбії не завершена».